# Baktalórántháza (distrikt)
Baktalórántháza är ett distrikt i Ungern. Det ligger i provinsen Szabolcs-Szatmár-Bereg, i den nordöstra delen av landet, 230 km öster om huvudstaden Budapest.